# Malužiná
Malužiná é um município da Eslováquia, situado no distrito de Liptovský Mikuláš, na região de Žilina. Tem 39,48 km² de área e sua população em 2018 foi estimada em 230 habitantes.

## Demografia
| Ano:        | 1994 | 2004   | 2014    | 2024   |
| ----------- | ---- | ------ | ------- | ------ |
| Broj ljudi: | 289  | 286    | 257     | 235    |
| Razlika:    |      | -1,03% | -10,13% | -8,56% |

| Ano:               | 2023 | 2024 |
| ------------------ | ---- | ---- |
| Número de pessoas: | 235  | 235  |
| Diferença:         |      | +0%  |